# Фінал Кубка Іспанії з футболу 1953
Фінал Кубка Іспанії з футболу 1953 — футбольний матч, що відбувся 21 червня 1953 року. У ньому визначився 51-й переможець кубка Іспанії.

## Шлях до фіналу
| Барселона         | Барселона | Барселона                | Раунд      | Атлетік          | Атлетік   | Атлетік                  |
| ----------------- | --------- | ------------------------ | ---------- | ---------------- | --------- | ------------------------ |
| Суперник          | Результат | Матчі                    |            | Суперник         | Результат | Матчі                    |
| Валенсія          | 6–1       | 5–0 вдома; 1–1 на виїзді | 1/8 фіналу | Депортіво Алавес | 9–2       | 4–2 на виїзді; 5–0 вдома |
| Реал Сантандер    | 3–1       | 0–1 на виїзді; 3–0 вдома | 1/4 фіналу | Баракальдо       | 7–2       | 1–1 на виїзді; 6–1 вдома |
| Атлетіко (Мадрид) | 9–3       | 8–1 вдома; 1–2 на виїзді | 1/2 фіналу | Реал Мадрид      | 4–3       | 2–2 на виїзді; 2–1 вдома |

## Подробиці
| 21 червня 1953 |

| Барселона             | 2:1      | Атлетік (Більбао) |
| --------------------- | -------- | ----------------- |
| Кубала 46' Манчон 57' | Протокол | Венансіо 61'      |

| Нуево Чамартин, Мадрид Глядачів: 67 145 Арбітр: Рафаель Гарсія Фернандес |

|  |  |

| В                |  | Антоні Рамальєтс      |
| З                |  | Жоан Сегарра          |
| З                |  | Густаво Біоска        |
| З                |  | Хосеп Сегер           |
| ПЗ               |  | Маріано Гонсальво (к) |
| ПЗ               |  | Ісідре Флотатс        |
| Н                |  | Едуардо Манчон        |
| Н                |  | Морено                |
| Н                |  | Ладіслав Кубала       |
| Н                |  | Андреу Босх           |
| Н                |  | Естаніслао Басора     |
| Тренер:          |  |                       |
| Фердинанд Даучик |  |                       |

| В               |  | Кармело Седрун       |
| З               |  | Хесус Гарай          |
| З               |  | Серафін Арета        |
| З               |  | Хосе Ору             |
| ПЗ              |  | Каніто               |
| ПЗ              |  | Манолін              |
| Н               |  | Августин Гаїнса      |
| Н               |  | Хосе Луїс Панісо (к) |
| Н               |  | Тельмо Сарра         |
| Н               |  | Венансіо             |
| Н               |  | Рафа Іріондо         |
| Тренер:         |  |                      |
| Антоніо Барріос |  |                      |